# Territoire chromosomique

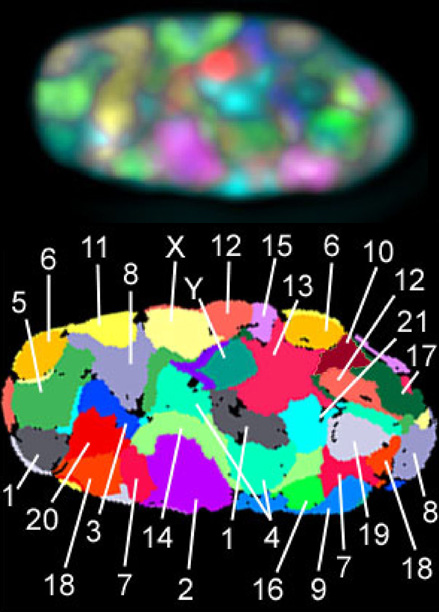
Territoire chromosomiques de chromosomes humains avec la méthode FISH - 2005

En interphase, les 46 chromosomes de la cellule humaine tendent à occuper, dans le noyau, un territoire qui leur est propre. Ces territoires ne sont pas fixes et en cas de transcription active d'une région d'ADN, il est probable d'observer un débordement du territoire chromosomique.

## Histoire
Le concept de territoire chromosomique a été proposé en 1885 par Carl Rabl (en) en sur la base d'études de la Salamandre terrestre.